# Marek Karewicz
Marek Andrzej Karewicz (ur. 28 stycznia 1938 w Warszawie, zm. 22 czerwca 2018) – polski artysta fotografik specjalizujący się w zdjęciach muzyków jazzowych i rockowych. Również dziennikarz muzyczny, autor radiowy i telewizyjny, prezenter muzyki jazzowej, animator jazzu.

## Życiorys
Jako nastolatek grywał na trąbce i kontrabasie w zespołach jazzowych. Wyłącznie fotografią zajął się od końca lat 50. za namową Leopolda Tyrmanda. Ukończył liceum fotograficzne przy ul. Spokojnej w Warszawie (u Mariana Dederki), następnie studiował na Wydziale Operatorskim Państwowej Wyższej Szkoły filmowej w Łodzi. Od ok. 1964 prowadził warsztaty fotograficzne i kursy laboratoryjne fotografii w Pałacu Kultury i Nauki, gdzie pomiędzy sesjami zdjęciowymi w studio fotograficznym pracował nad okładkami do płyt.
Wykonał zdjęcia składające się na archiwum ok. 2 milionów negatywów. Fotografował m.in. ostatnią trasę koncertową Milesa Davisa i europejską trasę koncertową Raya Charlesa oraz koncert The Rolling Stones w Warszawie 13 kwietnia 1967. Jest autorem ok. 1500 okładek płytowych, m.in. serii Polish Jazz oraz uznawanej za przełomową w historii polskiego rocka płyty Blues zespołu Breakout, gdzie sfotografował Tadeusza Nalepę prowadzącego za rękę swojego syna Piotra. Przygotował też okładki płyt Ewy Demarczyk, Niebiesko Czarnych, Czerwonych Gitar, Ireny Santor, Sławy Przybylskiej, Maryli Rodowicz, Stana Borysa i Jerzego Połomskiego.
Był członkiem Związku Polskich Artystów Fotografików (numer legitymacji 07). Odznaczony został honorowym tytułem FIAP : Fédération Internationale de l'Art Photographique. Działał w Polskim Stowarzyszeniu Jazzowym. W telenoweli Klan grał epizodyczną rolę właściciela klubu jazzowego.
Związany był z warszawskimi klubami muzycznymi: Hybrydy, Remont oraz Jazz Club Tygmont. W klubie Tygmont znajduje się stała wystawa jego fotografii. W lutym 2009 ukazał się album This Is Jazz zawierający 200 zdjęć artystów jazzowych autorstwa Karewicza. Jego kontynuacją był album Big-Beat z 2014, w którym znalazły się fotografie polskich wykonawców rockowych oraz wspomnienia Karewicza w opracowaniu Marcina Jacobsona.
Pochowany na cmentarzu ewangelicko-augsburskim w Warszawie (aleja 9, grób 110)

## Wybrane publikacje
- Marek Karewicz, Klimat Komedy, Stowarzyszenie „Jazz w muzeum”, 2010, ISBN 978-83-9227-805-4
- Marek Karewicz, Dionizy Piątkowski, Czas Komedy, Oficyna Wydawnicza „G&P”, 2013, ISBN 978-83-7272-283-6
- Marek Karewicz, Marcin Jacobson, Big-Beat, Sine Qua Non, 2014, ISBN 978-83-7924-155-2[7]

## Filmografia
- Historia polskiego rocka (2008, film dokumentalny, reżyseria: Leszek Gnoiński, Wojciech Słota)

## Odznaczenia
- 2003 – Krzyż Oficerski Orderu Odrodzenia Polski – Za wybitne zasługi dla kultury, za osiągnięcia w upowszechnianiu idei integracji europejskiej[8]

## Nagrody i wyróżnienia
- 2014 – tytuł honorowego obywatela Tomaszowa Mazowieckiego[9]
- 2016 – Muzyka rozrywkowa-całokształt – Nagroda Muzyczna Programu Trzeciego – „Mateusz”[10]

## Galeria

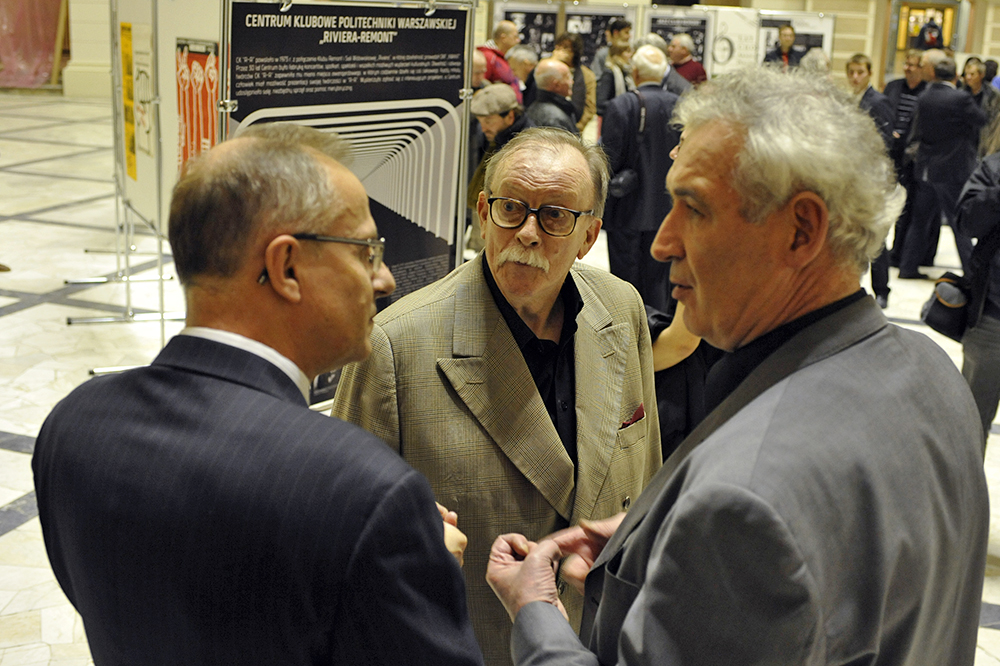
M. Karewicz na wystawie w Auli Politechniki Warszawskiej poświęconej historii klubu studenckiego Remont - listopad 2010.
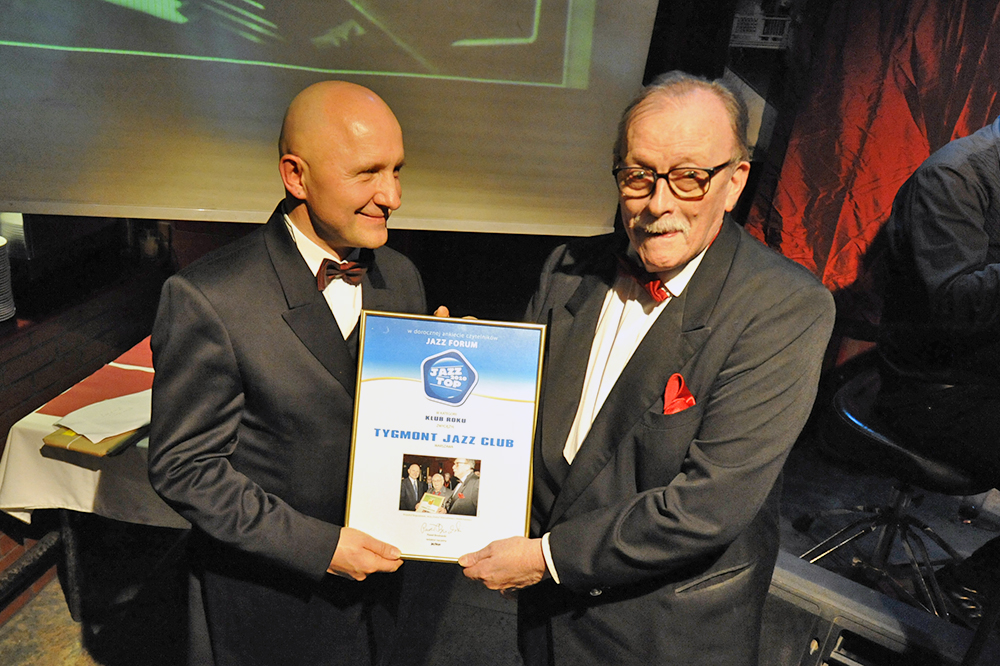
Marek Karewicz (po prawej), jako gospodarz klubu jazzowego Tygmont w Warszawie, i Krzysztof Boguszewski (po lewej), szef i właściciel klubu, odbierają dyplom dla najlepszego klubu jazzowego w Polsce wg plebiscytu czytelników Jazz Forum w styczniu 2011
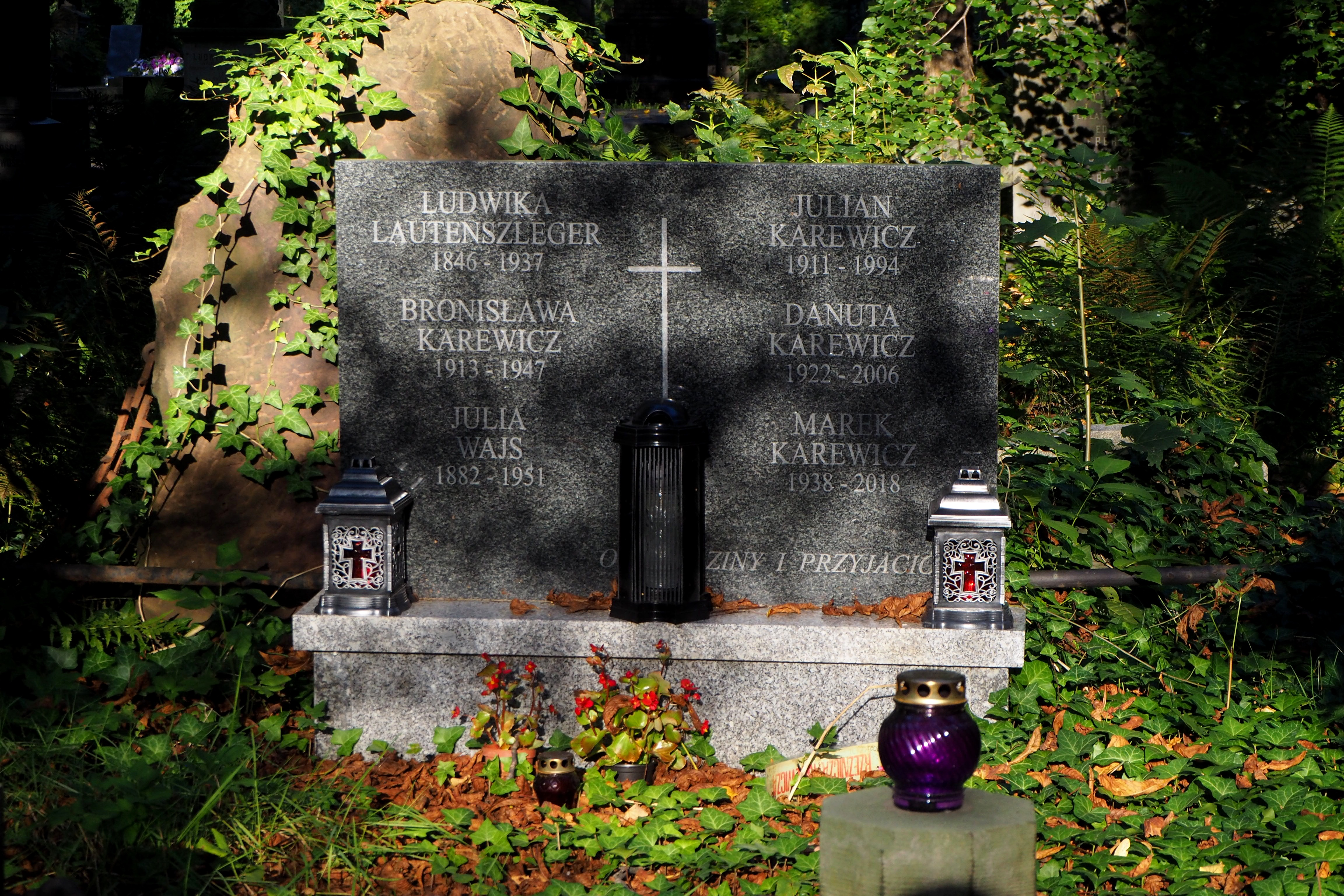
Grób Marka Karewicza na cmentarzu ewangelicko-augsburskim przy ul. Młynarskiej w Warszawie.